# Złoty Glob dla najlepszego reżysera
Złote Globy za najlepszą reżyserię – kategoria Złotych Globów, przyznawana od 1944 roku, przez Hollywoodzkie Stowarzyszenie Prasy Zagranicznej.
Laureaci są zaznaczeni pogrubionym drukiem.

## Lata 40.
1943: Henry King – Pieśń o Bernadette
1944: Leo McCarey – Idąc moją drogą
1945: Billy Wilder – Stracony weekend
1946: Frank Capra – To wspaniałe życie
1947: Elia Kazan – Dżentelmeńska umowa
1948: John Huston – Skarb Sierra Madre
1949: Robert Rossen – Gubernator

nominacje:
- William Wyler – Dziedziczka

## lata 50.
1950: Billy Wilder – Bulwar Zachodzącego Słońca

nominacje:
- George Cukor – Urodzeni wczoraj
- John Huston – Asfaltowa dżungla
- Joseph L. Mankiewicz – Wszystko o Ewie

1951: László Benedek – Śmierć komiwojażera

nominacje:
- Vincente Minnelli – Amerykanin w Paryżu
- George Stevens – Miejsce pod słońcem

1952: Cecil B. DeMille – Największe widowisko świata

nominacje:
- Richard Fleischer – Szczęśliwy czas
- John Ford – Spokojny człowiek

1953: Fred Zinnemann – Stąd do wieczności
1954: Elia Kazan – Na nabrzeżach
1955: Joshua Logan – Piknik
1956: Elia Kazan – Laleczka

nominacje:
- Michael Anderson – W 80 dni dookoła świata
- Vincente Minnelli – Pasja życia
- George Stevens – Olbrzym
- King Vidor – Wojna i pokój

1957: David Lean – Most na rzece Kwai

nominacje:
- Joshua Logan – Sayonara
- Sidney Lumet – Dwunastu gniewnych ludzi
- Billy Wilder – Świadek oskarżenia
- Fred Zinnemann – Kapelusz pełen deszczu

1958: Vincente Minnelli – Gigi

nominacje:
- Richard Brooks – Kotka na gorącym, blaszanym dachu
- Stanley Kramer – Ucieczka w kajdanach
- Delbert Mann – Osobne stoliki
- Robert Wise – Chcę żyć!

1959: William Wyler – Ben Hur

nominacje:
- Stanley Kramer – Ostatni brzeg
- Otto Preminger – Anatomia morderstwa
- George Stevens – Pamiętnik Anny Frank
- Fred Zinnemann – Historia zakonnicy

## Lata 60.
1960: Jack Cardiff – Synowie i kochankowie

nominacje:
- Richard Brooks – Elmer Gantry
- Stanley Kubrick – Spartakus
- Billy Wilder – Garsoniera
- Fred Zinnemann – Przybysze o zmierzchu

1961: Stanley Kramer – Wyrok w Norymberdze

nominacje:
- Anthony Mann – Cyd
- Jerome Robbins, Robert Wise – West Side Story
- J. Lee Thompson – Działa Navarony
- William Wyler – Niewiniątka

1962: David Lean – Lawrence z Arabii

nominacje:
- Morton DaCosta – Muzyk
- George Cukor – Raport Chapmana
- Blake Edwards – Dni wina i róż
- John Frankenheimer – Przeżyliśmy wojnę
- John Huston – Doktor Freud
- Stanley Kubrick – Lolita
- Mervyn LeRoy – Cyganka
- Robert Mulligan – Zabić drozda
- Martin Ritt – Przygody młodego człowieka
- Ismael Rodríguez – Los Hermanos del hiero

1963: Elia Kazan – Ameryka, Ameryka

nominacje:
- Hall Bartlett – The Caretakers
- George Englund – Spokojny Amerykanin
- Joseph L. Mankiewicz – Kleopatra
- Otto Preminger – Kardynał
- Tony Richardson – Przygody Toma Jonesa
- Martin Ritt – Hud, syn farmera
- Robert Wise – Nawiedzony dom

1964: George Cukor – My Fair Lady

nominacje:
- Michael Cacoyannis – Grek Zorba
- John Frankenheimer – Siedem dni w maju
- Peter Glenville – Becket
- John Huston – Noc iguany

1965: David Lean – Doktor Żywago

nominacje:
- Guy Green – W cieniu dobrego drzewa
- John Schlesinger – Darling
- Robert Wise – Dźwięki muzyki
- William Wyler – Kolekcjoner

1966: Fred Zinnemann – Oto jest głowa zdrajcy

nominacje:
- Lewis Gilbert – Alfie
- Claude Lelouch – Kobieta i mężczyzna
- Mike Nichols – Kto się boi Virginii Woolf?
- Robert Wise – Ziarnka piasku

1967: Mike Nichols – Absolwent

nominacje:
- Norman Jewison – W upalną noc
- Stanley Kramer – Zgadnij, kto przyjdzie na obiad
- Arthur Penn – Bonnie i Clyde
- Mark Rydell – Richard Brooks

1968: Paul Newman – Rachelo, Rachelo

nominacje:
- Anthony Harvey – Lew w zimie
- Carol Reed – Oliver!
- William Wyler – Zabawna dziewczyna
- Franco Zeffirelli – Romeo i Julia

1969: Charles Jarrott – Anna tysiąca dni

nominacje:
- Gene Kelly – Hello, Dolly!
- Stanley Kramer – Tajemnica Santa Vittoria
- Sydney Pollack – Czyż nie dobija się koni?
- John Schlesinger – Nocny kowboj

## Lata 70.
1970: Arthur Hiller – Love Story

nominacje:
- Robert Altman – MASH
- Bob Rafelson – Pięć łatwych utworów
- Ken Russell – Zakochane kobiety
- Franklin J. Schaffner – Patton

1971: William Friedkin – Francuski łącznik

nominacje:
- Peter Bogdanovich – Ostatni seans filmowy
- Norman Jewison – Skrzypek na dachu
- Stanley Kubrick – Mechaniczna pomarańcza
- Robert Mulligan – Lato roku 1942

1972: Francis Ford Coppola – Ojciec chrzestny

nominacje:
- John Boorman – Uwolnienie
- Bob Fosse – Kabaret
- Alfred Hitchcock – Szał
- Billy Wilder – Avanti!

1973: William Friedkin – Egzorcysta

nominacje:
- Bernardo Bertolucci – Ostatnie tango w Paryżu
- Peter Bogdanovich – Papierowy księżyc
- George Lucas – Amerykańskie graffiti
- Fred Zinnemann – Dzień Szakala

1974: Roman Polański – Chinatown

nominacje:
- John Cassavetes – Kobieta pod presją
- Francis Ford Coppola – Ojciec chrzestny II
- Francis Ford Coppola – Rozmowa
- Bob Fosse – Lenny

1975: Miloš Forman – Lot nad kukułczym gniazdem

nominacje:
- Robert Altman – Nashville
- Stanley Kubrick – Barry Lyndon
- Sidney Lumet – Pieskie popołudnie
- Steven Spielberg – Szczęki

1976: Sidney Lumet – Sieć

nominacje:
- Hal Ashby – By nie pełzać na kolanach
- John G. Avildsen – Rocky
- Alan J. Pakula – Wszyscy ludzie prezydenta
- John Schlesinger – Maratończyk

1977: Herbert Ross – Punkt zwrotny

nominacje:
- Woody Allen – Annie Hall
- George Lucas – Gwiezdne wojny: część IV – Nowa nadzieja
- Steven Spielberg – Bliskie spotkania trzeciego stopnia
- Fred Zinnemann – Julia

1978: Michael Cimino – Łowca jeleni

nominacje:
- Woody Allen – Wnętrza
- Hal Ashby – Powrót do domu
- Terrence Malick – Niebiańskie dni
- Paul Mazursky – Niezamężna kobieta
- Alan Parker – Midnight Express

1979: Francis Ford Coppola – Czas apokalipsy

nominacje:
- Hal Ashby – Wystarczy być
- Robert Benton – Sprawa Kramerów
- James Bridges – Chiński syndrom
- Peter Yates – Uciekać

## Lata 80.
1980: Robert Redford – Zwyczajni ludzie

nominacje:
- David Lynch – Człowiek słoń
- Roman Polański – Tess
- Richard Rush – Kaskader z przypadku
- Martin Scorsese – Wściekły Byk

1981: Warren Beatty – Czerwoni

nominacje:
- Miloš Forman – Ragtime
- Sidney Lumet – Książę wielkiego miasta
- Louis Malle – Atlantic City
- Mark Rydell – Nad złotym stawem
- Steven Spielberg – Poszukiwacze zaginionej Arki

1982: Richard Attenborough – Gandhi

nominacje:
- Costa Gavras – Zaginiony
- Sidney Lumet – Werdykt
- Sydney Pollack – Tootsie
- Steven Spielberg – E.T.

1983: Barbra Streisand – Yentl

nominacje:
- Bruce Beresford – Pod czułą kontrolą
- Ingmar Bergman – Fanny i Aleksander
- James L. Brooks – Czułe słówka
- Mike Nichols – Silkwood
- Peter Yates – Garderobiany

1984: Miloš Forman – Amadeusz

nominacje:
- Francis Ford Coppola – Cotton Club
- Roland Joffé – Pola śmierci
- David Lean – Podróż do Indii
- Sergio Leone – Dawno temu w Ameryce

1985: John Huston – Honor Prizzich

nominacje:
- Richard Attenborough – A Chorus Line
- Sydney Pollack – Pożegnanie z Afryką
- Steven Spielberg – Kolor purpury
- Peter Weir – Świadek

1986: Oliver Stone – Pluton

nominacje:
- Woody Allen – Hannah i jej siostry
- James Ivory – Pokój z widokiem
- Roland Joffé – Misja
- Rob Reiner – Stań przy mnie

1987: Bernardo Bertolucci – Ostatni cesarz

nominacje:
- Richard Attenborough – Krzyk wolności
- John Boorman – Nadzieja i chwała
- James L. Brooks – Telepasja
- Adrian Lyne – Fatalne zauroczenie

1988: Clint Eastwood – Bird

nominacje:
- Barry Levinson – Rain Man
- Sidney Lumet – Stracone lata
- Mike Nichols – Pracująca dziewczyna
- Alan Parker – Missisipi w ogniu
- Fred Schepisi – Krzyk w ciemności

1989: Oliver Stone – Urodzony 4 lipca

nominacje:
- Spike Lee – Rób, co należy
- Rob Reiner – Kiedy Harry poznał Sally
- Peter Weir – Stowarzyszenie Umarłych Poetów
- Edward Zwick – Chwała

## Lata 90.
1990: Kevin Costner – Tańczący z wilkami

nominacje:
- Bernardo Bertolucci – Pod osłoną nieba
- Francis Ford Coppola – Ojciec chrzestny III
- Barbet Schroeder – Druga prawda
- Martin Scorsese – Chłopcy z ferajny

1991: Oliver Stone – JFK

nominacje:
- Jonathan Demme – Milczenie owiec
- Terry Gilliam – Fisher King
- Barry Levinson – Bugsy
- Barbra Streisand – Książę przypływów

1992: Clint Eastwood – Bez przebaczenia

nominacje:
- Robert Altman – Gracz
- James Ivory – Powrót do Howards End
- Robert Redford – Rzeka wspomnień
- Rob Reiner – Ludzie honoru

1993: Steven Spielberg – Lista Schindlera

nominacje:
- Jane Campion – Fortepian
- Andrew Davis – Ścigany
- James Ivory – Okruchy dnia
- Martin Scorsese – Wiek niewinności

1994: Robert Zemeckis – Forrest Gump

nominacje:
- Robert Redford – Quiz Show
- Oliver Stone – Urodzeni mordercy
- Quentin Tarantino – Pulp Fiction
- Edward Zwick – Wichry namiętności

1995: Mel Gibson – Braveheart. Waleczne serce

nominacje:
- Mike Figgis – Zostawić Las Vegas
- Ron Howard – Apollo 13
- Ang Lee – Rozważna i romantyczna
- Rob Reiner – Prezydent: Miłość w Białym Domu
- Martin Scorsese – Kasyno

1996: Miloš Forman – Skandalista Larry Flynt

nominacje:
- Joel Coen – Fargo
- Scott Hicks – Blask
- Anthony Minghella – Angielski pacjent
- Alan Parker – Evita

1997: James Cameron – Titanic

nominacje:
- James L. Brooks – Lepiej być nie może
- Curtis Hanson – Tajemnice Los Angeles
- Jim Sheridan – Bokser
- Steven Spielberg – Amistad

1998: Steven Spielberg – Szeregowiec Ryan

nominacje:
- Shekhar Kapur – Elizabeth
- John Madden – Zakochany Szekspir
- Robert Redford – Zaklinacz koni
- Peter Weir – Truman Show

1999: Sam Mendes – American Beauty

nominacje:
- Norman Jewison – Huragan
- Neil Jordan – Koniec romansu
- Michael Mann – Informator
- Anthony Minghella – Utalentowany pan Ripley

## 2000–2009
2000: Ang Lee – Przyczajony tygrys, ukryty smok

nominacje:
- Ridley Scott – Gladiator
- Steven Soderbergh – Erin Brockovich
- Steven Soderbergh – Traffic
- István Szabó – Kropla słońca

2001: Robert Altman – Gosford Park

nominacje:
- Ron Howard – Piękny umysł
- Peter Jackson – Władca Pierścieni: Drużyna Pierścienia
- Baz Luhrmann – Moulin Rouge!
- David Lynch – Mulholland Drive
- Steven Spielberg – A.I. Sztuczna inteligencja

2002: Martin Scorsese – Gangi Nowego Jorku

nominacje:
- Stephen Daldry – Godziny
- Peter Jackson – Władca Pierścieni: Dwie wieże
- Spike Jonze – Adaptacja
- Rob Marshall – Chicago
- Alexander Payne – Schmidt

2003: Peter Jackson – Władca Pierścieni: Powrót króla

nominacje:
- Sofia Coppola – Między słowami
- Clint Eastwood – Rzeka tajemnic
- Anthony Minghella – Wzgórze nadziei
- Peter Weir – Pan i władca: Na krańcu świata

2004: Clint Eastwood – Za wszelką cenę

nominacje:
- Marc Forster – Marzyciel
- Mike Nichols – Bliżej
- Alexander Payne – Bezdroża
- Martin Scorsese – Aviator

2005: Ang Lee – Tajemnica Brokeback Mountain

nominacje:
- Woody Allen – Wszystko gra
- George Clooney – Good Night and Good Luck
- Peter Jackson – King Kong
- Fernando Meirelles – Wierny ogrodnik
- Steven Spielberg – Monachium

2006: Martin Scorsese – Infiltracja

nominacje:
- Clint Eastwood – Listy z Iwo Jimy
- Clint Eastwood – Sztandar chwały
- Stephen Frears – Królowa
- Alejandro González Iñárritu – Babel

2007: Julian Schnabel – Motyl i skafander

nominacje:
- Tim Burton – Sweeney Todd: Demoniczny golibroda z Fleet Street
- Joel i Ethan Coenowie – To nie jest kraj dla starych ludzi
- Ridley Scott – Amerykański gangster
- Joe Wright – Pokuta

2008: Danny Boyle – Slumdog. Milioner z ulicy

nominacje:
- Stephen Daldry – Lektor
- David Fincher – Ciekawy przypadek Benjamina Buttona
- Ron Howard – Frost/Nixon
- Sam Mendes – Droga do szczęścia

2009: James Cameron – Avatar

nominacje:
- Kathryn Bigelow – The Hurt Locker. W pułapce wojny
- Clint Eastwood – Invictus – Niepokonany
- Jason Reitman – W chmurach
- Quentin Tarantino – Bękarty wojny

## 2010–2019
2010: David Fincher − The Social Network
- Darren Aronofsky − Czarny łabędź
- Tom Hooper − Jak zostać królem
- Christopher Nolan − Incepcja
- David O. Russell − Fighter

2011: Martin Scorsese − Hugo i jego wynalazek
- Michel Hazanavicius − Artysta
- Alexander Payne − Spadkobiercy
- George Clooney − Idy marcowe
- Woody Allen − O północy w Paryżu

2012: Ben Affleck − Operacja Argo
- Quentin Tarantino − Django
- Ang Lee − Życie Pi
- Steven Spielberg − Lincoln
- Kathryn Bigelow − Wróg numer jeden

2013: Alfonso Cuarón − Grawitacja
- Steve McQueen − Zniewolony. 12 Years a Slave
- David O. Russell − American Hustle
- Paul Greengrass − Kapitan Phillips
- Alexander Payne − Nebraska

2014: Richard Linklater − Boyhood
- Alejandro G. Iñárritu − Birdman
- David Fincher − Zaginiona dziewczyna
- Wes Anderson − Grand Budapest Hotel
- Ava DuVernay − Selma

2015: Alejandro G. Iñárritu − Zjawa
- Todd Haynes − Carol
- George Miller − Mad Max: Na drodze gniewu
- Ridley Scott − Marsjanin
- Tom McCarthy − Spotlight

2016: Damien Chazelle − La La Land
- Tom Ford − Zwierzęta nocy
- Mel Gibson − Przełęcz ocalonych
- Barry Jenkins − Moonlight
- Kenneth Lonergan − Manchester by the Sea

2017: Guillermo del Toro − Kształt wody
- Steven Spielberg − Czwarta władza
- Christopher Nolan − Dunkierka
- Martin McDonagh − Trzy billboardy za Ebbing, Missouri
- Ridley Scott − Wszystkie pieniądze świata

2018: Alfonso Cuarón − Roma
- Bradley Cooper − Narodziny gwiazdy
- Peter Farrelly − Green Book
- Spike Lee − Czarne bractwo. BlacKkKlansman
- Adam McKay − Vice

2019: Sam Mendes − 1917
- Bong Joon-ho − Parasite
- Martin Scorsese − Irlandczyk
- Quentin Tarantino − Pewnego razu... w Hollywood
- Todd Phillips − Joker

2020: Chloé Zhao − Nomadland
- David Fincher − Mank
- Regina King − Pewnej nocy w Miami...
- Emerald Fennell − Obiecująca. Młoda. Kobieta.
- Aaron Sorkin − Proces Siódemki z Chicago

2021: Jane Campion − Psie pazury
- Kenneth Branagh − Belfast
- Denis Villeneuve − Diuna
- Maggie Gyllenhaal − Córka
- Steven Spielberg − West Side Story